# Mauro Pastor
Mauro Pastor, właśc. Mauro Rodrigues dos Santos (ur. 20 października 1952 w Pradópolis) – piłkarz i trener brazylijski, występujący podczas kariery na pozycji obrońcy.

## Kariera klubowa
Karierę piłkarską Mauro Pastor rozpoczął w klubie ESAU Pradópolis w 1972 roku. W 1974 krótko grał w Juventusie Guariba, skąd przeszedł do Ferroviárii Araraquara. W latach 1979–1984 występował w SC Internacional.
W lidze brazylijskiej zadebiutował 23 września 1979 w zremisowanym 0-0 meczu z Athletico Paranaense. Z Internacionalem zdobył mistrzostwo Brazylii w 1979 oraz trzykrotnie mistrzostwo stanu Rio Grande do Sul – Campeonato Gaúcho w 1981, 1982 i 1983.
Również w Internacionalu 1 kwietnia 1984 w przegranym 0-2 meczu z CR Flamengo Mauro Pastor wystąpił po raz ostatni w lidze brazylijskiej. Ogółem w latach 1979–1984 wystąpił w lidze w 94 meczach, w których strzelił 3 bramki. W 1984 krótko Mauro Pastor występował w Colorado Kurytyba, po czym wrócił do Ferroviárii, w której zakończył karierę w 1988 roku .

## Kariera reprezentacyjna
W reprezentacji Brazylii Mauro Pastor zadebiutował 8 czerwca 1980 w wygranym 2-0 towarzyskim meczu z reprezentacją Meksyku. Ostatni raz w reprezentacji Mauro Pastor wystąpił 29 czerwca 1980 w zremisowanym 1-1 towarzyskim meczu z reprezentacją Polski.
| Mecze i gole w reprezentacji | Mecze i gole w reprezentacji | Mecze i gole w reprezentacji | Mecze i gole w reprezentacji | Mecze i gole w reprezentacji | Mecze i gole w reprezentacji | Mecze i gole w reprezentacji |
| #                            | Data                         | Miasto                       | Przeciwnik                   | Gol                          | Wynik                        | Rozgrywki                    |
| ---------------------------- | ---------------------------- | ---------------------------- | ---------------------------- | ---------------------------- | ---------------------------- | ---------------------------- |
| 1.                           | 08.06.1980                   | Rio de Janeiro               | Meksyk                       |                              | 2:0                          | towarzyski                   |
| 2.                           | 15.06.1980                   | Rio de Janeiro               | ZSRR                         |                              | 1:2                          | towarzyski                   |
| 3.                           | 29.06.1980                   | São Paulo                    | Polska                       |                              | 1:1                          | towarzyski                   |